# Schoenoplectus jingmenensis
Schoenoplectus jingmenensis är en halvgräsart som först beskrevs av Tang och Fa Tsuan Wang, och fick sitt nu gällande namn av S.Yun Liang och S.R.Zhang. Schoenoplectus jingmenensis ingår i släktet sävsläktet, och familjen halvgräs. Inga underarter finns listade i Catalogue of Life.